# Natalija Nazarova
Natalija Viktorovna Nazarova (rusko Наталья Викторовна Назарова), ruska atletinja, * 26. maj 1979, Moskva, Sovjetska zveza.
Nastopila je na poletnih olimpijskih igrah v letih 2000, 2004 in 2012, osvojila je srebrno in bronasto medaljo v štafeti 4x400 m, še eno srebrno medaljo iz leta 2012 so ji zaradi dopinga članice štafete Antonine Krivošapke odvzeli, dosegla je še osmo mesto v teku na 400 m. Na svetovnih prvenstvih je v štafeti 4x400 m osvojila naslov prvakinje leta 1999 ter srebrno in bronasto medaljo, na svetovnih dvoranskih prvenstvih pet zlatih in srebrno medaljo v štafeti 4x400 m ter dve zlati in srebrno medaljo v teku na 400 m, na evropskih prvenstvih srebrno medaljo v štafeti 4x400 m leta 2002, na evropskih dvoranskih prvenstvih pa srebrno medaljo v teku na 400 m leta 2000.